# Elliniko-Argyroupoli
Elliniko-Argyroupoli (Grieks: Ελληνικό-Αργυρούπολη) is sedert 2011 een fusiegemeente (dimos) in de Griekse bestuurlijke regio (periferia) Attica.
De twee deelgemeenten (dimotiki enotita) van de fusiegemeente zijn:
- Argyroupoli (Αργυρούπολη)
- Elliniko (Ελληνικό)